# 24701 Elyu-Ene
A 24701 Elyu-Ene (ideiglenes jelöléssel 1990 VY5) egy kisbolygó a Naprendszerben. Eric Walter Elst fedezte fel 1990. november 15-én.